# Onthophagus veracruzensis
Onthophagus veracruzensis là một loài bọ cánh cứng trong họ Bọ hung (Scarabaeidae).